# 타지키스탄의 종교
2020년 기준 타지키스탄의 종교 분포.

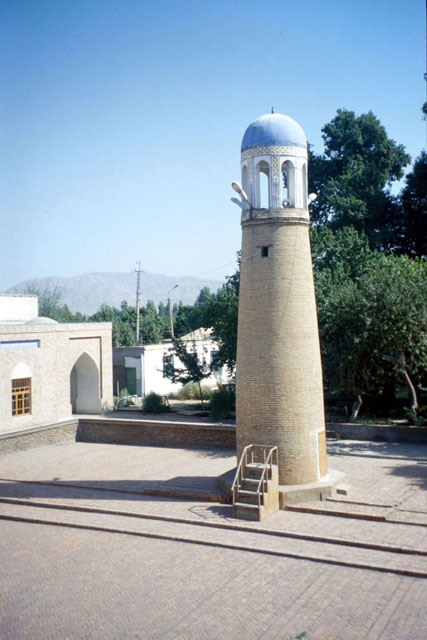
이스파라의 모스크.

중앙아시아 전역에 걸쳐, 현재 지배적인 종교인 이슬람교는 7세기의 아랍인들에 의해 이 지역으로 전달되었다. 그 이후로 이슬람교는 타지크 문화에 큰 영향을 끼쳤다. 타지키스탄은 세속적 국가이지만, 소비에트 시대 이후에 타지키스탄에서는 종교 활동이 눈에 띄게 증가하였다. 타지키스탄의 무슬림들의 대다수는 이슬람의 수니파를 따르고, 이에 비해 더 작은 규모의 무슬림들은 시아파에 속한다. 러시아 정교회 신앙은 1990년대에 러시아 공동체가 축소되면서 줄어들었지만 이슬람교 외의 종교 중 타지키스탄에서는 널리 받아들여진다. 다른 일부 기독교 단체들은 이제 상대적으로 숭배의 자유를 누리고 있다. 타지키스탄에는 작은 유대교 공동체도 있다.

## 이슬람
수니파 이슬람교는 지금까지 타지키스탄에서 가장 널리 받아들여지는 종교이다. 2009년 미국 국무부의 발표에 따르면 타지키스탄의 인구 중 98%가 무슬림이었다(약 95%는 수니파, 3%는 시아파). 이슬람 수니파의 분파는 중앙아시아의 정착민들 사이에서 1,200년의 전통을 가지고 있으며, 이것에는 일부 수피파 교단이 있는 타지크인도 포함되어 있다. 작은 소수 집단인 파미르인은 10세기 초 중앙아시아에서 처음으로 지지를 얻은 시아파의 이스마일파의 훨씬 작은 교파의 일원이다. 박해에도 불구하고 이스마일파는 외딴 파미르 고원에서 살아남았다.

### 소련의 시대
70년 동안의 정치적 통제 과정에서 소련의 정책 입안자들의 반복적인 시도에도 불구하고 이슬람의 전통을 근절할 수 없었다. 소련에서 가장 가혹한 반이슬람 캠페인은 1920년대 초반부터 1930년대 후반까지 종교 전반에 대한 반대 운동의 일환으로 발생했다. 이 기간 동안 많은 무슬림 공무원이 살해되었고 종교적 교육과 의식은 급격히 줄어들었다. 1941년 나치 독일의 소련 침공 이후 이슬람에 대한 공식적인 정책은 완화되었다. 뒤이은 변화 중 하나는 1943년 공식적으로 승인된 중앙아시아 이슬람 체계인, 중앙아시아와 카자흐스탄의 무슬림들의 종교 행정부였다. 무슬림 인구가 많은 소련의 다른 지역에 대한 세 개의 유사한 조직들과 함께, 이러한 행정부들은 종교 관리들의 필요로 했던 크렘린 궁의 통제를 받았다. 이러한 행정부의 인력과 구조는 이 지역의 무슬림 주민들의 요구를 충족시키기에는 부족했지만, 행정부와 일부 이슬람 기관의 합법적인 존재는 물론, 우즈베키스탄에서의 두 개의 신학교와 소수의 모스크에서 종교 교육을 가능하게 했다.
1960년대의 흐루쇼프 정권은 반이슬람 선전을 확대했다. 그 후 1970년대와 1980년대의 여러 차례 크렘린 지도부는 이슬람을 포함한 종교와의 전쟁을 위한 새로운 노력을 촉구했다. 일반적으로, 이러한 캠페인에서는 모스크를 세속적인 용도로 바꾸는 것, 전통적으로 이슬람과 관련된 관습을 종교보다는 민족적으로 인식하게 만들려는 시도, 이슬람의 후진성과 미신, 편견을 연결하는 선전을 포함했다. 이슬람교에 대한 공식적인 적대감은 1979년 소련군이 인근의 아프가니스탄에 개입하고 여러 국가들의 이슬람 부흥 운동가들의 주장이 증가하면서 늘어났다. 그 때부터 탈소련 시기 초까지 모스크바와 타지키스탄의 일부 관리들은 종종 제한적이거나 왜곡된 자료에 근거하여 극단적 이슬람의 위협에 대해 경고했다. 이러한 모든 노력에도 불구하고 소련 시대가 끝나고 독립 초기 몇 년 동안 타지크인과 타지키스탄의 무슬림 민족들의 정체성에서 중요한 부분을 차지했다.
이슬람을 삶에서 필수적인 부분으로 간주하는 것은 도시와 농촌의 노인과 젊은 사람, 교육을 받은 타지크인과 교육을 받지 못한 타지크인 모두가 공유한다. 그러나 개인의 삶에서 신앙이 하는 역할은 다양하다. 일부 타지크인들에게, 이슬람교는 일반적으로 종교적 의미보다 본질적인 부분의 문화유산을 더 중요하게 여기며 일부 타지크인들은 전혀 종교적이지 않다.
어쨌든, 타지크인들은 도시화된 산업 노동력과 교육받은 인구가 이슬람과 같은 '지난 시대의 잔재'와 관련이 거의 없다는 소련의 표준 주장을 반박했다. 소련 지배 시기 후기와 독립 초기의 종교적으로 주목할 만한 발전은 타지키스탄의 젊은이들 사이에서 이슬람 교리의 본질적인 의미에 대해 관심이 증가했다는 것이다. 소련 시대 이후에 이슬람교는 특정 지식인들의 민족주의적 주장에서 중요한 요소가 되었다.
타지키스탄에서 이슬람은 소련 정부가 승인한 이슬람 행정부와는 다른 토착 민속 이슬람의 다양한 형태의 힘으로 살아남았다. 소련 시대 훨씬 이전에 타지키스탄이 된 지역의 주민들을 포함해 중앙아시아의 시골 사람들은 자신들의 성지에 방문할 수 있었다. 또한 지역 사회에서는 종교적 지식과 경건함으로 존경받는 소규모 지역 학교와 개인이 있었다. 이러한 요소는 외부 사건과 무관하게 종교를 유지했다. 소련 정권하에서 타지크인들은 도시에 기반을 둔 이슬람 기관들이 축소된 후에도 그들은 자신들의 신앙을 가르치고 실현하는 것에 최소한의 측면을 계속하기 위해 시골의 이슬람의 상당 부분을 사용했다. 또한 민속적인 이슬람은 도시 인구 사이에서 이슬람이 생존하는 것에 큰 역할을 했다. 이 이슬람의 대중적인 한 형태에서 이슬람 신비주의로 묘사되고 개인이 다양한 방식으로 실천하는 수피파이다. 타지키스탄에서 가장 중요한 수피파 형태는 '낙쉬반디야'(Naqshbandiyya)로, 멀리 떨어진 인도와 말레이시아까지 신앙자가 있는 교단이다. 수피파 외에도 다른 형태의 대중적인 이슬람교는 지역 숭배, 성지나 지식, 개인적 특성이 그것이 영향력을 끼치게 만든 것 중 하나이다.

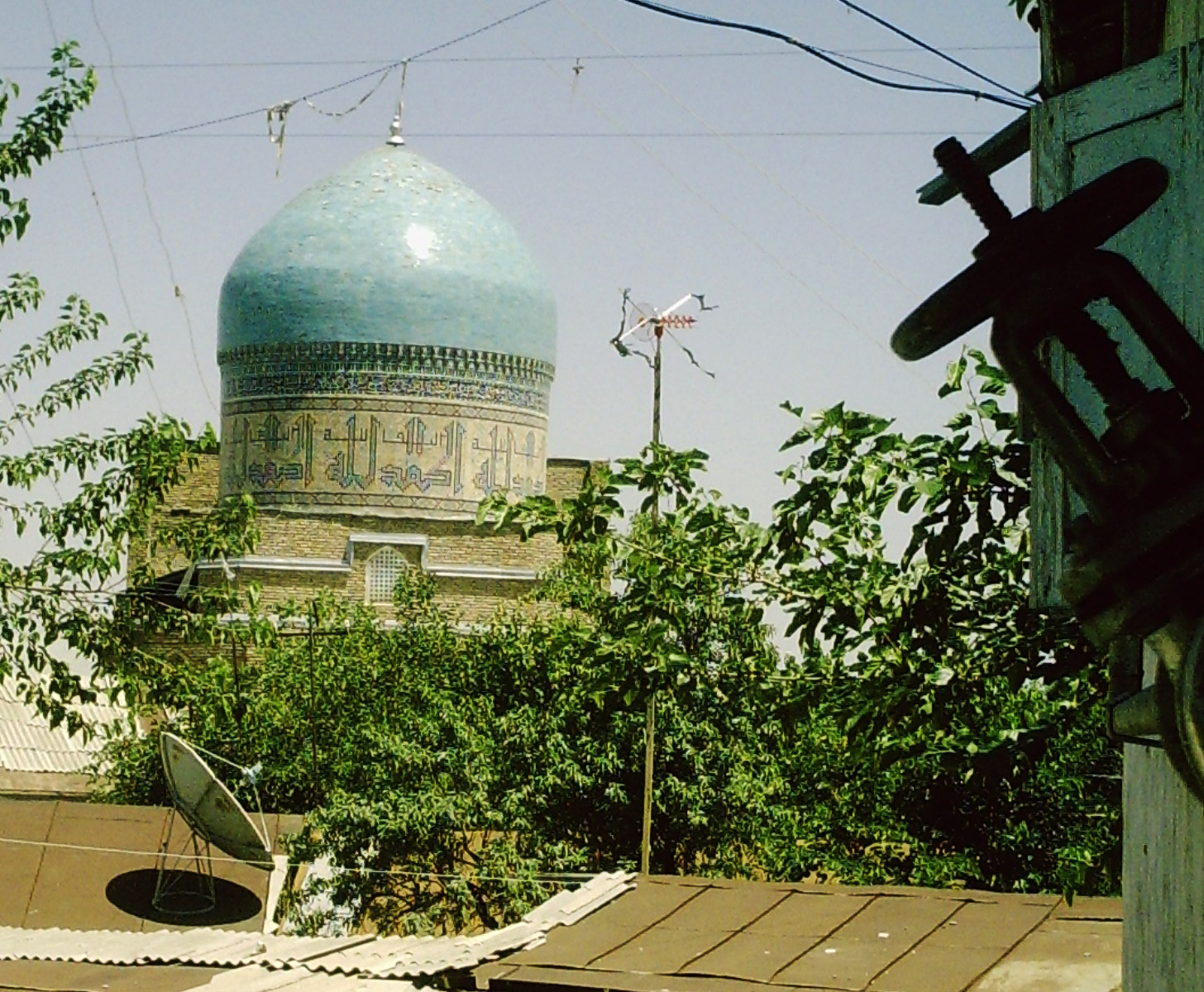
이스트라브샨의 마드라사.

1989년 말까지 고르바초프 정권의 종교적 관용이 높아짐에 따라 이슬람과 러시아 정교회의 관행이 타지키스탄에 영향을 미쳤다. 종교 교육이 증가했으며, 새로운 모스크들이 문을 열었다. 종교적 의식이 더 개방적으로 변했고, 참여도 증가했다. 타지키스탄과 다른 중앙아시아 지역에서도 새로운 이슬람 대변인이 등장했다. 타지키스탄에서 타슈켄트에 기반을 둔 중앙아시아 이슬람 위원회의 권위가 무너졌다. 타지키스탄은 두샨베에 있는 자체 신학교를 인수하여 우즈베키스탄에 있는 행정부의 두 신학교에 대한 의존을 끝냈다.
1990년까지 두샨베에 있는 무슬림 위원회의 최고 카디 하지 악바르 투라존조다(1988-1992 재임)는 광범위한 추종자들을 가진 독립적인 유명인사가 되었다. 독립에 뒤이은 분파적 정치적 전투에서 투라존조다는 공산주의 강경파를 비판하고 정치 개혁과 타지키스탄 사회에서 이슬람의 중요성에 대한 공식적인 인정을 지지했다. 동시에 그는 타지키스탄에 이슬람 정부를 수립하려 한다는 강경파의 비난을 거듭 부인했다. 1992년 말 내전에서 강경파가 승리한 후 투라존조다는 두샨베를 탈출하였고 반역죄로 기소되었다.
타지키스탄의 무슬림들도 1990년대 초에 정치적으로 조직화되었다. 1990년 소련의 많은 지역에서 시민들이 시민단체를 결성하면서 여러 지역에서 이슬람 부활당을 조직했다. 1990년대 초반까지 중앙아시아 무슬림들 사이에서 대중적인 정치적 참여가 증가하면서 타지키스탄 공산당을 포함한 모든 정당은 대다수의 타지키스탄 주민의 이슬람 유산을 고려하기 시작했다.
또한 이슬람은 1990년대 초 집권 정권에 중요한 정치적 역할을 했다. 공산주의자의 고참들은 내전에서 반대세력에 대한 강경파의 입장을 강화하는 데 그 메시지가 편리할 때 근본주의 이슬람교도들이 타지키스탄 정부를 불안정하게 만들 것이라는 국내/국제적 두려움을 불러일으켰다. 그러나, 나비예프 정권은 타지크 야당을 불충실한 무슬림으로 묘사하면서 이란 이슬람 공화국의 동맹국을 자처하기도 했다.

### 근황
소련 시대 이후, 타지크 정부는 수백 개의 등록되지 않은 모스크를 폐쇄했고, 현지 주민들은 탄압이 실제로 이슬람교에 반대하는 것이라고 믿게 만들었다. 보고에 따르면, 일부 모스크는 파괴되었고, 다른  모스크들은 미용실로 개조되었다. 일부 사람들은 탄압이 모스크가 '안전하지 않은' 정부의 우려의 결과이거나 이맘이 '책임 있는' 행동을 하지 않았을 수도 있다고 추측했다.
2009년 하원은 타지키스탄에서 하나피파 수니파 이슬람교를 국교로 삼으려는 시도를 했지만 실패했다. 또한 타지키스탄은 2009년을 수니파 이슬람 율법학자 아부 하니파를 기념하는 해로 지정했는데, 그 이유는 그 해에 과학계와 종교계 지도자들이 모인 학술 토론회를 개최했기 때문이다. 2009년 10월 카타르의 자금 지원을 받아 세계에서 가장 큰 이슬람 사원 중 하나의 건설을 발표했다. 그 모스크는 두샨베에 건설될 예정이었으며 2014년까지 완료될 것으로 예상했다. 2010년에 타지키스탄은 두샨베에 모인 56개 회원국 대표단과 함께 이슬람 협력 기구의 회의를 주최했다.
2020년 4월 타지키스탄에서 코로나19 팬데믹을 방지하기 위한 노력의 일환으로 타지키스탄에서 확진된 사례가 없었음에도 불구하고 에모말리 라흐몬 대통령은 단식이 사람들의 감염병 감염을 더 취약하게 만든다고 말하면서 라마단 기간 동안 단식을 하지 말 것을 국가의 무슬림들에게 촉구했다.

## 기독교
이슬람교 다음으로 큰 종교 공동체는 아마 러시아인뿐만 아니라 많은 우크라이나인들의 역사적 신앙인 러시아 정교회일 것이다. 두샨베에 위치한 성 니콜라우스 성당은 정교회 공동체에 속해 있다. 소련 시대가 끝날 무렵 타지키스탄에는 로마 카톨릭교회(원래 그들은 대부분 독일 출신이었지만 타지크계 교도도 있었다), 제칠일안식일예수재림교회, 침례교 등을 포함한 다른 기독교 종파에 속한 소수의 사람들이 거주하고 있었다. 그 중에는 소수의 아르메니아인도 있었는데, 이들의 대부분은 역사적으로 (로마 교황의)아르메니아 사도교회에 속해 있다.

### 로마 카톨릭교
타지키스탄의 영토는 독립적 임무(Mission sui iuris)를 형성한다. 교황청 연감의 가장 최근의 수치에 따르면 타지키스탄의 710만 명이 넘는 인구 중에서 326명의 카톨릭 신자가 있다. 타지키스탄에는 세 개의 교구가 있다.

## 그 외 종교
다른 종교 집단에는 조로아스터교와 소수의 유대교, 바하이 신앙이 포함되어 있다. 이러한 소수종교 신자 수는 독립 초기 타지키스탄의 이민 물결로 인해 1990년대에 급격히 감소했을 것이다.

## 같이 보기
- 타지키스탄의 인구 통계